# Harlan County U.S.A.
Harlan County, USA es un documental estadounidense de 1976, ganador del Óscar a mejor documental que cubre la huelga de 1973 en Brookside, Kentucky, un esfuerzo de 180 mineros de carbón y sus esposas contra Duke Power, propiedad de la compañía Eastover Coal Company's Brookside Mine and Prep Plant, ubicada en el condado de Harlan, al sudeste de Kentucky. El documental, dirigido y producido por Barbara Kopple, una defensora de los derechos de los trabajadores del Condado de Harlan, es menos ambivalente en su actitud hacia los sindicatos que en su posterior película American Dream, donde cuenta la huelga de Hormel Foods en Austin, Minnesota en 1985-1986.

## Argumento
Barbara Kopple inicialmente tenía la intención de hacer una película sobre el movimiento Mineros para la democracia, dirigido por Arnold Miller, y el intento de reemplazar a Tony Boyle. Cuando los mineros de la Brookside Mine en el condado de Harlan, Kentucky, se declararon en huelga en junio de 1972, Kopple fue allí para filmar la huelga contra la Duke Power Company y la respuesta del sindicato United Mine Workers (UMWA) (o mejor dicho, la falta de respuesta). La huelga resultó un tema más interesante, así que Kopple cambió el foco de su película.
Barbara Kopple y su equipo pasaron años con las familias presentadas en la película, documentando las serias dificultades que ellos encontraron durante la huelga por condiciones de trabajo más seguras, prácticas laborales justas y salarios decentes. Los siguieron a un piquete frente a la bolsa de valores de Nueva York, grabaron entrevistas con personas afectadas por neumoconiosis e incluso captaron a los mineros cuando eran baleados durante la huelga.
El punto más importante de desacuerdo en la huelga en el condado de Harlan era la insistencia de la compañía en incluir una cláusula de no-huelga en el contrato. Los mineros entendieron que aceptando esa disposición en el acuerdo se limitaría su influencia sobre las condiciones de trabajo locales. Este escollo fue debatido cuando, pocos años después de esta huelga, el sindicato UMWA fracasó en un acuerdo que finalmente fue ganado por este grupo de trabajadores en un contrato global.
En lugar de utilizar la narración para contar la historia, Barbara Kopple eligió dejar que las palabras y las acciones de las personas hablaran por sí mismas. Por ejemplo, cuando los rompehuelgas y otros contratados por la empresa aparecen en el inicio de la película, los huelguistas los llaman “matones armados” mientras los empleados de la empresa intentan mantener sus armas ocultas frente a la cámara. Como la huelga se prolonga por casi un año, ambas partes terminan mostrando abiertamente sus armas. Barbara Kopple sintió que era importante continuar el rodaje (o fingir hacerlo, cuando no estaban rodando) porque su presencia y apoyo disminuía la violencia.
Barbara Kopple muestra estadísticas sobre las empresas y los trabajadores para apoyar a los huelguistas, tales como el hecho de que los beneficios de Duke Power Companys aumentaron un 170% en un solo año. Mientras tanto, los mineros en huelga (muchos de ellos viviendo en paupérrimas condiciones sin servicios como agua corriente), recibieron un aumento de sueldo del 4% a pesar de que el costo de vida había aumentado un 7% ese mismo año.
Joseph Yablonski era un apasionado representante del sindicato, populista, querido por muchos de los mineros. En 1969, Yablonski desafió a W.A. “Tony” Boyle para la Presidencia del sindicato UMWA pero perdió en unas elecciones ampliamente visualizadas como fraudulentas. Tiempo después, ese mismo año, Yablonski y su familia fueron encontrados asesinados en su casa. Al inicio de la película se ve a Tony Boyle con buena salud. Luego, se lo ve débil y enfermizo, usando una silla de ruedas, al ser llevado al juzgado y siendo condenado a pagar 20.000 US$ a otro miembro del consejo ejecutivo del sindicato por haber contratado a los asesinos.
Luego de casi un año en la huelga, un minero llamado Lawrence Jones es fatalmente herido durante una refriega. Jones era un joven querido por quienes lo conocían, con una mujer de 16 años de edad y un bebé. Su madre se derrumbó de la pena en su funeral. Este hecho, es el que, finalmente, más que nada, obliga a los huelguistas y a la gerencia a ir a una mesa de negociación.
Una figura central en el documental es una mujer, Lois Scott, quien desempeña un papel importante al lograr que la comunidad apoye la huelga. Se la ve varias veces retando públicamente a quienes han estado ausente de los piquetes. En una escena, Lois Scott saca una pistola de su corpiño. En 2004 en el especial de homenaje “Cómo se hizo Harlan County, USA”, la directora asociada Anne Lewis comparó a Lois Scott con las activistas de la liberación femenina.

## Entrevistas
- Norman Yarborough - Presidente de Eastover Mining
- Houston Elmore - Organizador del sindicato UMW
- Phil Sparks - Empleado del sindicato UMW
- John Corcoran – Presidente de Consolidation Coal
- John OLeary - Exdirector de la oficina de minas
- Donald Rasmussen – Paciente con neumoconiosis
- Dr. Hawley pozos Jr.
- Tom Williams - Militante de Tony Boyle
- Harry Patrick - Secretario-Tesorero del sindicato UMW
- William E. Simon - Secretario de tesoro de Estados Unidos